# José Gayà
José Luis Gayà Peña (sinh ngày 25 tháng 5 năm 1995) thường được gọi là José Gayà, là một cầu thủ bóng đá người Tây Ban Nha chơi cho câu lạc bộ Valencia CF ở vị trí hậu vệ cánh trái

## Sự nghiệp câu lạc bộ
Sinh ra ở Pedreguer, Alicante, cộng đồng Valencian, Gaya là sản phẩm đào tạo xuất sắc của Valencia CF, anh bắt đầu chơi bóng ở vị trí tiền đạo - anh đã ghi được 60 bàn trong 1 năm trước khi chuyển sang chơi hậu vệ cánh trái. Anh chơi trận ra mắt cho Valencia B ở tuổi 17, chơi 21 phút trong chiến thắng 1-0 trước Andorra CF ở Sedunga Division B, đây là trận đấu duy nhất của Gaya cả mùa giải
Ngày 30 tháng 12 năm 2012, Gaya ra mắt chuyên nghiệp đầu tiên và thi đấu trọn vẹn 90 phút trong trận thắng 2-0 trước UE Llagostera ở Cúp Nhà vua Tây Ban Nha, anh ra mắt đầu tiên tại UEFA Europa League vào ngày 12 tháng 12 năm 2013, trong trận hòa 1-1 ở vòng bảng trước FC Kuban Krasodar.
Ngày 17 tháng 4 năm 2014, Gaya có trận ra mắt tại La Liga ở tuổi 19, thi đấu trọn 90 phút, đáng tiếc Valencia để thua Atletico Madrid với tỉ số 0-1. Ngày 3 tháng 8, anh ghi bàn thắng đầu tiên trong chiến thắng 3-1 trước S.L Benfica ở giải Emirates Cup và được vinh danh là cầu thủ xuất sắc nhất trận.
Gaya lọt vào mắt xanh của HLV Nuno Santos ở mùa giải 2014-2015. Ngày 12 tháng 9 năm 2014, anh có bàn thắng đầu tiên chuyên nghiệp, giúp Valencia giàhh chiến thắng 3-0 trước Cordoba CF. Bàn thứ hai của Gaya tại Cúp Nhà vua Tây Ban Nha vào ngày 7 tháng 1 năm 2015, giúp đội bóng anh đánh bại đối thủ RCD Espanyol với tỷ số 2-1 ở sân nhà Mestalla.
Gaya được biết đến nhờ tốc độ, nhãn quan chiến thuật và thể lực tuyệt vời dù chỉ mới 20 tuổi, anh được so sánh với hai cầu thủ là Jordi Alba và Juan Bernat, nhưng Gaya được đánh giá cao hơn, anh còn được cổ động viên của Real Madrid gọi là " Roberto Carlos mới " và được rất nhiều đội bóng nhòm ngó và tranh giành quyết liệt trong đó có Manchester United, Chelsea, Paris Saint Germain, Juventus, Arsenal, Barcelona, Real Madrid và Bayern Munich.
Ngày 8 tháng 5 năm 2015 Gaya gia hạn hợp đồng với Valencia tới năm 2020 với mức phí giải phóng là 50 triệu Euro.

## Sự nghiệp quốc tế
Ngày 26 tháng 5 năm 2015, anh được gọi lên đội tuyển quốc gia Tây Ban Nha ở tuổi 20 để thi đấu giao hữu gặp Costa Rica và vòng loại UEFA Euro 2016 gặp Belarus, nhưng anh vẫn chưa có trận ra mắt cho Tây Ban Nha.

## Thống kê sự nghiệp

### Câu lạc bộ
Tính đến 3 tháng 10 năm 2020
| Đội                 | Mùa giải            | Giải                | Giải   | Giải      | Cúp    | Cúp       | Châu lục | Châu lục  | Tổng   | Tổng      |
| Đội                 | Mùa giải            | Cấp độ              | Ra sân | Bàn thắng | Ra sân | Bàn thắng | Ra sân   | Bàn thắng | Ra sân | Bàn thắng |
| ------------------- | ------------------- | ------------------- | ------ | --------- | ------ | --------- | -------- | --------- | ------ | --------- |
| Valencia B          | 2011–12             | Segunda División B  | 1      | 0         | —      | —         | —        | —         | 1      | 0         |
| Valencia B          | 2012–13             | Segunda División B  | 36     | 2         | —      | —         | —        | —         | 36     | 2         |
| Valencia B          | 2013–14             | Segunda División B  | 28     | 1         | —      | —         | —        | —         | 28     | 1         |
| Valencia B          | Tổng                | Tổng                | 65     | 3         | 0      | 0         | 0        | 0         | 65     | 3         |
| Valencia            | 2012–13             | La Liga             | 0      | 0         | 1      | 0         | 0        | 0         | 1      | 0         |
| Valencia            | 2013–14             | La Liga             | 1      | 0         | 0      | 0         | 3        | 0         | 4      | 0         |
| Valencia            | 2014–15             | La Liga             | 35     | 1         | 2      | 1         | —        | —         | 37     | 2         |
| Valencia            | 2015–16             | La Liga             | 20     | 0         | 5      | 1         | 11       | 0         | 36     | 1         |
| Valencia            | 2016–17             | La Liga             | 27     | 1         | 1      | 0         | —        | —         | 28     | 1         |
| Valencia            | 2017–18             | La Liga             | 34     | 0         | 4      | 0         | —        | —         | 38     | 1         |
| Valencia            | 2018–19             | La Liga             | 35     | 1         | 5      | 0         | —        | —         | 49     | 1         |
| Valencia            | 2019–20             | La Liga             | 24     | 0         | 1      | 0         | 6        | 0         | 32     | 0         |
| Valencia            | 2020–21             | La Liga             | 5      | 0         | 0      | 0         | —        | —         | 5      | 0         |
| Valencia            | Tổng                | Tổng                | 181    | 3         | 21     | 2         | 29       | 0         | 232    | 5         |
| Tổng cộng sự nghiệp | Tổng cộng sự nghiệp | Tổng cộng sự nghiệp | 246    | 6         | 21     | 2         | 29       | 0         | 297    | 8         |

### Quốc tế
Tính đến 27 tháng 3 năm 2023
| Đội tuyển quốc gia | Năm       | Trận | Bàn |
| ------------------ | --------- | ---- | --- |
| Tây Ban Nha        | 2018      | 3    | 0   |
| Tây Ban Nha        | 2019      | 4    | 1   |
| Tây Ban Nha        | 2020      | 5    | 1   |
| Tây Ban Nha        | 2021      | 5    | 1   |
| Tây Ban Nha        | 2022      | 1    | 0   |
| Tây Ban Nha        | 2023      | 1    | 0   |
| Tổng cộng          | Tổng cộng | 19   | 3   |

### Bàn thắng quốc tế
| #  | Ngày               | Địa điểm                                        | Đối thủ        | Bàn thắng | Kết quả | Giải đấu                    |
| -- | ------------------ | ----------------------------------------------- | -------------- | --------- | ------- | --------------------------- |
| 1. | 7 tháng 6 năm 2019 | Tórsvøllur, Tórshavn, Quần đảo Faroe            | Quần đảo Faroe | 4–1       | 4–1     | Vòng loại Euro 2020         |
| 2. | 3 tháng 9 năm 2020 | Mercedes-Benz Arena, Stuttgart, Đức             | Đức            | 1–1       | 1–1     | UEFA Nations League 2020–21 |
| 3. | 5 tháng 9 năm 2021 | Sân vận động Nuevo Vivero, Badajoz, Tây Ban Nha | Gruzia         | 1–0       | 4–0     | Vòng loại World Cup 2022    |